# 细川智荣子
細川智榮子（日语：／ Hosokawa Chieko，1935年1月1日—）是日本知名的漫畫家。主要以少女漫画为题材来创作漫画作品。1935年1月1日生于日本大阪府。曾以“细川千荣子”与“细川知荣子”的笔名活动过。在漫画的封面上除了有自己的名字外，下方还注释着妹妹的笔名。主要代表作品有《王家的紋章》和《Attention Please》，如今她正竭尽最后的全力去完成自己自1976年開始至今已連載超過40年的长篇作品《王家的紋章》。
她的创作座右铭为“不重复过去，要面对现实，面向未来。诚实，追求未实现的理想。”

## 人物介绍
細川智榮子所创作的漫画大多都是描述少女爱情的浪漫故事，其中充满了许多温馨与各种幻想，而且还包含了许多丰富的历史知识与社会知识，尤其是对作品中角色的故事背景刻画得细致生动。在日本内从小至一年级的小学生到老至七、八十岁的老年人都喜欢看她的画。在活跃的年代中，“細川智榮子漫画爱好者俱乐部”的会员已突破1万多名。由于她出名得比较快，所以创作的任务极为繁重，完全没有更多的时间去学习画作，所以她的画风存在着极为显著的随意性。
細川智榮子在创作每部作品中总是要花很多时间去设想笔下人物的名字与个性，并与妹妹芙美子反复的商量才决定下来。为了更能集中精力去思考，而经常把自己关在屋内，不让任何人打扰。她得到了妹妹很大的帮助，她的妹妹从小就希望将来当一名服装设计师，自己经营一家服装店，后来决定协助姐姐的漫画创作而改为从事漫画艺术行业，许多作品都是以她们两人的名义发表的。
她还未踏入漫画创作的时候在学习绘制插画，曾经向集英社的杂志《彩蝶》投稿过自己的绘画作品，不久后便收到了主编的回信，说希望能再看到她更多的作品，慢慢的她觉得画漫画比起画插画更能抒发自己的情感，表现自己的意识，又再次开始给出版社投稿了一些自己原创的一些小故事，之后便得到了编辑们的赏识。此后，她便一直收到各出版社寄来的索稿信，于是她的作品便陆陆续续等刊在杂志上。她的第一部作品曾排在日本当年最受欢迎作品的第二位。细川智榮子的画法都非常的细腻，她笔下的少年少女都非常漂亮，属于欧亚贵族风格的绘画类型，使人百看不厌。她的作品中的部分角色都是由电影里的角色截选下来的，如《王家的纹章》裡的女主角的相貌选自于电影《埃及艳后》裡女主角的相貌。
细川智榮子认真，但不善于与人交往，但她还是想尽可能的多去体验生活和积累生活，不断的去充实完善自身，因为她说平时积累的知识就是将来创作作品的源泉。她平时爱好旅游与读书，语文成绩非常优秀，这些都在给她在创作漫画时所打下的牢固的基础。
《王家的纹章》是细川智榮子唯一的一部连载了40幾年的长篇大作，该作的悬念以及艰辛的爱情故事极为强烈，到至今仍未完结。

## 漫画作品
- 王家的纹章（即《尼罗河女儿》）
- 憧憬(あこがれ)（或譯《星夢淚痕》）
- 爱之泉(爱の泉)
- 伯爵千金(伯爵令嬢)
- 幻影新娘(まぼろしの花嫁)
- 黑色微笑(黒い微笑)
- 灰姑娘的森林(シンデレラの森)（或譯《一道彩虹》）
- Attention Please

## 插画集
- 王家的纹章 — 细川知荣子插画集（永久保存版）